# Otok Lopud
Otok Lopud är en ö i Kroatien.   Den ligger i länet Dubrovnik-Neretvas län, i den sydöstra delen av landet, 400 km söder om huvudstaden Zagreb. Arean är 4,5 kvadratkilometer.
Terrängen på Otok Lopud är lite kuperad. Öns högsta punkt är 202 meter över havet. Den sträcker sig 2,6 kilometer i nord-sydlig riktning, och 4,2 kilometer i öst-västlig riktning.